# Bœuf-miroton
Il bœuf-miroton, chiamato anche miroton de bœuf o abbreviato miroton, è un piatto francese a base di carne di manzo e cipolle, cetrioli e spezie, diffuso anche in Piemonte.

## Storia
Il bœuf-miroton nacque con l'esigenza di risparmiare gli avanzi del pot-au-feu, un piatto a base di manzo e verdure che vengono bollite per alcune ore. Il miroton iniziò ad avere una modesta notorietà anche in Piemonte, ove viene per tradizione preparato per riciclare gli avanzi del bollito misto: nel suo La cucina sana, economica, ed elegante (1846) Francesco Chapusot consiglia infatti di preparare il piatto per "recuperare il lesso di un giorno".

## Preparazione
Sciogliere del burro in un tegame e farvi appassire la cipolla e i cetriolini tagliati, le acciughe e il prezzemolo. Durante la cottura aggiungere del vino bianco e del brodo e far sobbollire per alcuni minuti. Dopo aver tagliato la carne a fette, sistemare il bœuf-miroton in un tegame e proseguire la sua cottura per venticinque minuti.